# Overnia
Overnia est une bibliothèque numérique regroupant des documents sur le patrimoine, la culture et l'histoire de l'Auvergne,,. Les documents en ligne sont issus des fonds de la Bibliothèque du Patrimoine de Clermont-Ferrand et des autres bibliothèques de la métropole clermontoise.

## Présentation
Overnia est un projet ayant pour but la valorisation et la diffusion de documents anciens sur l'Auvergne. Les fichiers sont issus tout particulièrement des fonds de la Bibliothèque du patrimoine de Clermont-Ferrand ainsi que de collections publiques ou particulières. Actuellement plusieurs milliers de documents sont accessibles en ligne. De nouveaux documents sont régulièrement ajoutés et la bibliothèque en ligne est souvent mise à jour et actualisée.
Le nom de cette base de données vient d'un des documents disponibles sur le site en question, La Limagna d'Overnia, carte de l'Auvergne réalisée en 1560 par l'humaniste italien Gabriel Simeoni et conservée au sein des fonds de l'institution,.

### Collections en ligne
Overnia se présente sous la forme de collections numériques thématiques, valorisant des documents allant de l'époque médiévale à nos jours, téléchargeables gratuitement. On peut y trouver des manuscrits, des œuvres d'art, des affiches ou encore des journaux. Elle propose également, la consultation de cinq expositions virtuelles sur Blaise Pascal, les factums ou la cartographie en Auvergne. 

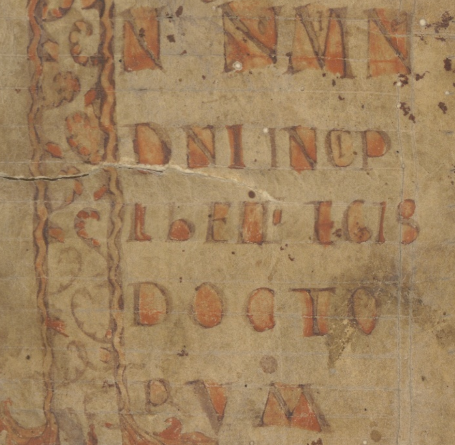
Le Bréviaire d'Alaric, codex de lois wisigotiques.
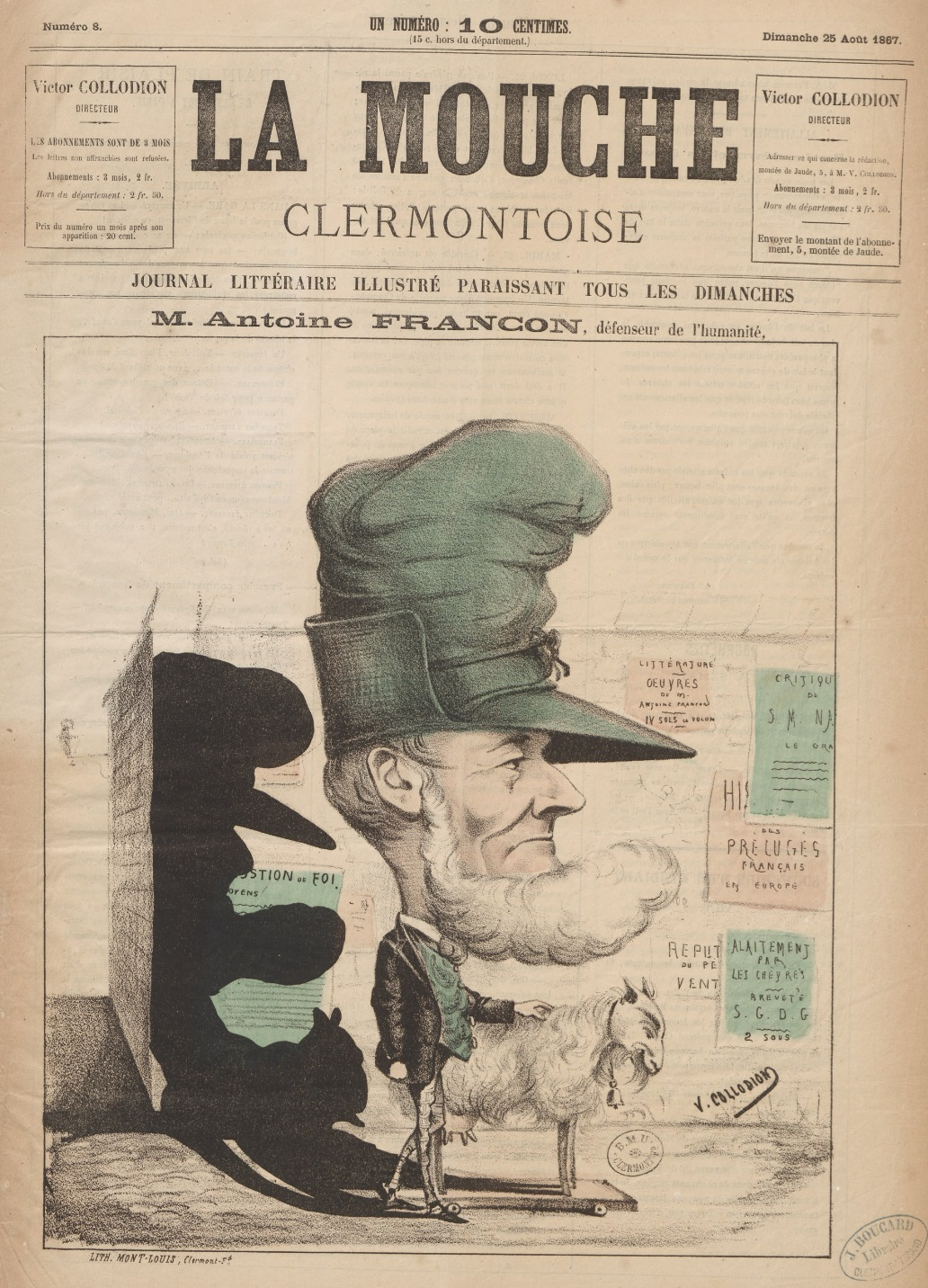
Journal La mouche clermontoise.
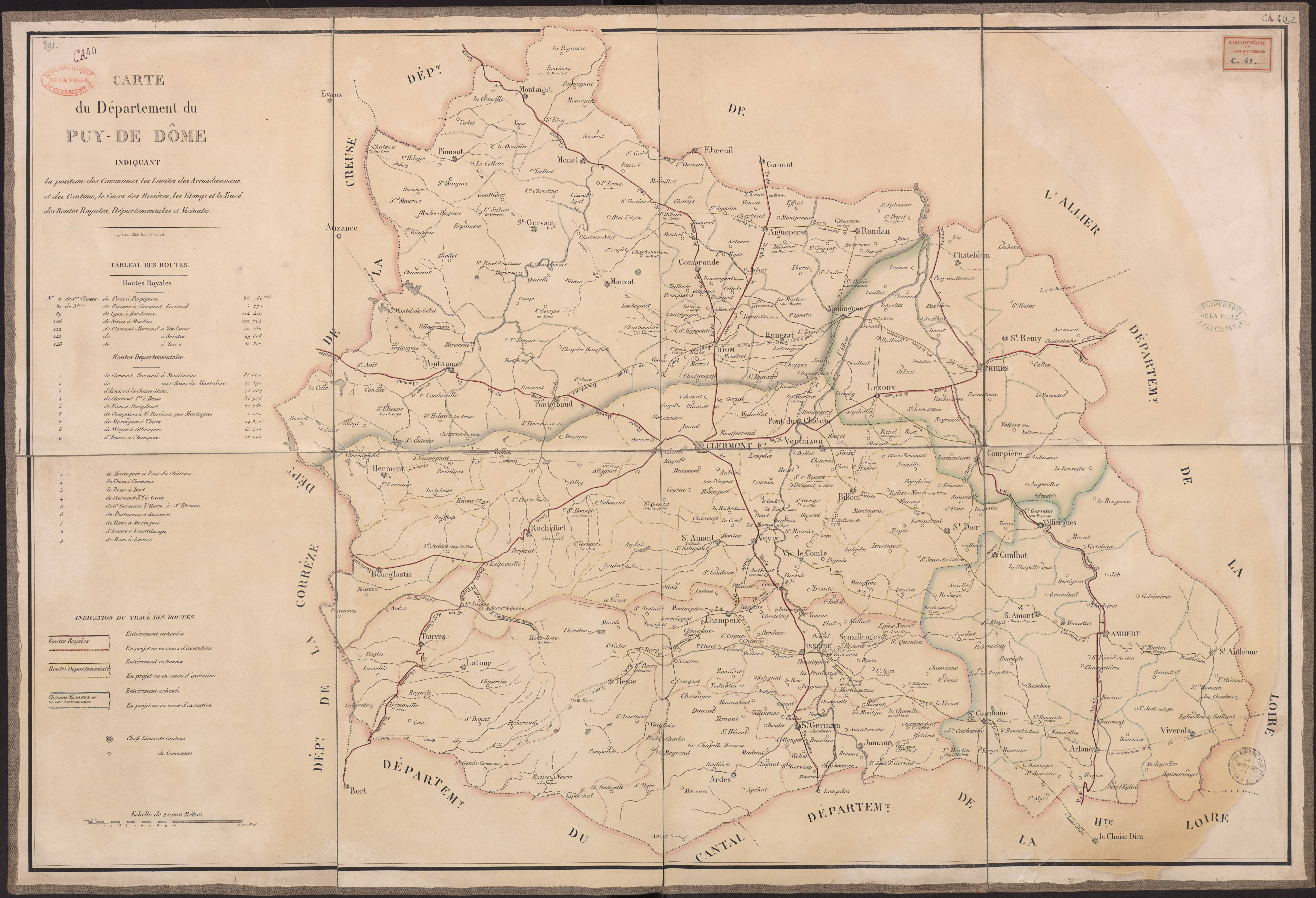
Carte du département du Puy-de-Dôme en 1841.
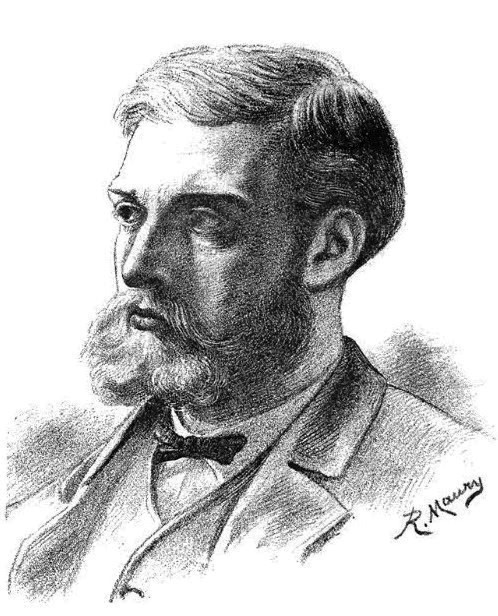
Portrait de François Mouly.
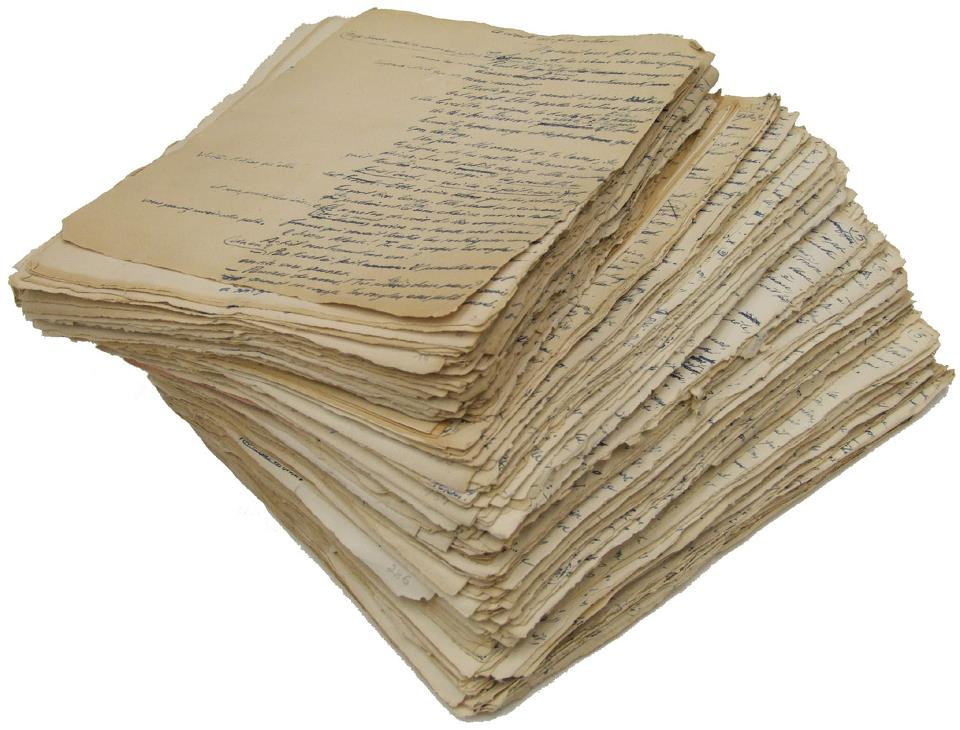
Feuillets extraits du manuscrit du Trésor des Contes d'Henri Pourrat.
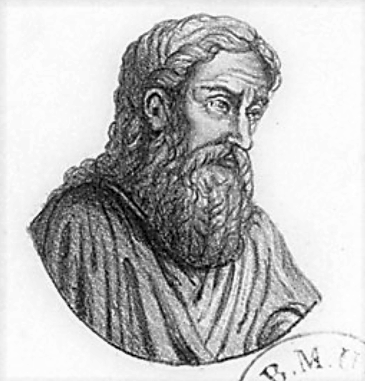
Portrait de Sidoine Apollinaire.

Liste non exhaustive
- Documents médiévaux : Répartis en quatre grandes catégories : Religion, Histoire, Littérature, Sciences et Arts. Parmi ces derniers figurent notamment le Bréviaire d'Alaric ou un exemplaire de Ponthus et Sidoine.
- Cartes et plans de l'Auvergne.
- Collections et expositions thématiques sur des personnages, événements ou tout autres faits précis.
- Documents de droits :  Coutumes et droit en Auvergne, au fil de l'histoire.
- Œuvres d'art :

1. Collection L'Auvergne en portraits/Françoise Boyer, regroupant des numérisations d'œuvres représentants des personnages de l'Antiquité à nos jours et liés à l'Auvergne.
2. Collection L'Auvergne pittoresque.

- Documents de la presse auvergnate.

## Historique

Clermont Auvergne Métropole possède les fonds des pièces numérisées.

Les premières numérisations de documents issus des fonds anciens des bibliothèques de Clermont-Ferrand et de ses environs se sont vus pour certains être numérisés dès les années 1990.
En 2011, la communauté d'agglomération Clermont Communauté lance avec la Bibliothèque du Patrimoine de Clermont communauté, et avec notamment l'appui de la Bibliothèque nationale de France, la réalisation d'un portail numérique pour les documents anciens de l'agglomération clermontoise, qui fut rendu disponible en ligne dès 2013 pour assurer la diffusion aux internautes de ces derniers.